# Henrik Posselt
Henrik Posselt (født 21. januar 1807 i Næstved, død natten mellem 15. og 16. marts 1870 i Østofte) var en dansk kateket i Nyborg fra 4. juni 1834. Ordineret 2. juli samme år. 10. februar 1841 sognepræst i Holeby og Bursø Sogne. Fra 1856 sognepræst i Fuglse Sogn. Udnævnt 6. juni 1851 til provst for Fuglse Herred samt Fejø, Femø og Askø. Begravet på Østofte kirkegård.
Henrik Posselt var næstældste barn af Henrik Abraham Posselt (1774-1821) og Birgitte Dorthea Hornemann (1779-1861). Faderen var regimentskirurg ved Det sjællandske Landsenérregiment i Næstved og døde, da sønnen Henrik var knap 15 år gammel, og moderen blev alene med seks børn. Henrik var da discipel på Herlufsholm skole.

## Skolegang og uddannelse
Henrik Posselt blev student fra Herlufsholm i 1824. Rektor A. Winding Brorson (1755-1833) gav ham følgende skudsmål: "En af de kjæreste disciple, som jeg, i de fyrgetive aar, jeg har været her ved Stiftelsen, har arbejdet med." Han skrev en anbefaling, der skulle hjælpe ham til en videnskabelig uddannnelse, selvom han var helt uden midler og formue.
Immatrikuleret 1824 ved Københavns Universitets teologiske fakultet, hvor H.N. Clausen og F.C. Sibbern var fremtrædende undervisere. Hans manuduktør var den 4 år ældre C.E. Scharling (1803-77), der senere blev professor. Henriks studiekammerater talte blandt andre kunstmaleren F.L. Storch (1805-83), der fulgte undervisningen på Kunstakademiet fra 1824 sideløbende med sine teologiske studier. Han tegnede et portræt af Henrik, og i 1831 udførte han et oliemaleri af hans første kone, Helene. Cand. theol. 23. oktober 1829 med 1. karakter. 
Henrik Posselt blev gift tre gange og efterlod sig 10 børn.

## Første ægteskab
I 1839 giftede Henrik Posselt sig med Helene Schmidt, som var datter af en avlsbruger og vognmand Christen Hansen (død 1824) og Christiane Sørensdatter, der boede på Viborggården udenfor Herlufmagle. Helene voksede dog op sammen med sine fem søskende hos en halvbroder til sin far, købmand Peter Christian Schmidt i Ringsted, der døde i 1819. De blev viet 24. september 1831 i Herlufmagle Kirke. Derefter bosatte parret sig et år i Teglgårdstræde 3. I 1833 og 34 havde de adresse i Pilestræde, og Henrik var blevet lærer ved Vajsenhusets anden klasse. Helenes og Henriks første barn var en dødfødt datter, der kom til verden i Næstved marts 1834. Da ægteparret kom til Holeby, voksede arbejdsbyrderne og de mange tjenestefolk, en præstekone dengang havde at tage vare på – foruden 5 børn – Helene over hovedet. Mentale problemer trængte sig på. En beretning i familien fortæller, at hun en nat var på vej ud i en dam i præstegårdens have med sin lille søn på armen – men at ægtemanden vågnede og forhindrede tragedien. I vintermånederne 1846-47 blev 11-årige Clementia anbragt hos farmoderen og tre ugifte fastre i Næstved. Helene druknede sig i præstegårdshavens sø i sommeren 1848.

## Andet ægteskab
Henrik Posselt giftede sig igen i 1850 med Anna Karence Hansen, datter af præsten i Ønslev-Eskilstrup, Christian Erhard Hansen (1777-1853) og hans kone Anna Marie Mørch (1780-1863). De blev viet af brudens far på Herluf Trolles fødselsdag 1850. Anna var søster til fru Frederiksen på det nærliggende Nøbbøllegård, moster til Erhard Frederiksen, grundlæggeren af sukkerfabrikken i Holeby. Anna Karence var alsidigt uddannet og havde lært flere sprog. Anna døde allerede i 1852 under en koleraepidemi.
Henrik Posselt fik i 1849 stiftsøvrighedens tilladelse til at opføre et hus med staldrum lige overfor Holeby kirke – en forpagterbolig. Ejendommen er nu fredet og kendt som Posselts Hus. Det blev restaureret ved Nationalmuseets hjælp omkring 2000 er nu samlingssted og festlokaler for sognets menighed.

## Udgivelser
- Nogle Bemærkninger om Opdragelse og Skole, Tidsskrift for Almueskolevæsen 1837.
- Stjerneverdenen, et Vidnesbyrd om Guds Herlighed (oversættelse fra tysk), Dansk Folkeblad IV Aug 1838.
- Huusbog for den Christelige Livsviisdom af Friedrich Heinrich Chr. Schwarz (oversættelse) 1839.
- Forslag til Almue-Underviisningens Forbedring, Lollands-Posten 24. og 29. november 1848.
- Kjøber den beleilige Tid; thi Dagene ere onde, prædiken ved Lolland-Falsters stiftskonvent 5. juni 1850 (trykt samme år).